# Xanthomelon spheroidea
Xanthomelon spheroidea är en snäckart som först beskrevs av Le Guillou 1845.  Xanthomelon spheroidea ingår i släktet Xanthomelon och familjen Camaenidae. Inga underarter finns listade i Catalogue of Life.